# Kladnatá – Grapy
Kladnatá – Grapy je přírodní památka východně od obce Horní Bečva v okrese Vsetín. Oblast spravuje AOPK ČR Správa CHKO Beskydy. Důvodem ochrany je výskyt vzácných druhů rostlin na rozmanitých půdních typech a geomorfologických útvarech.

## Galerie

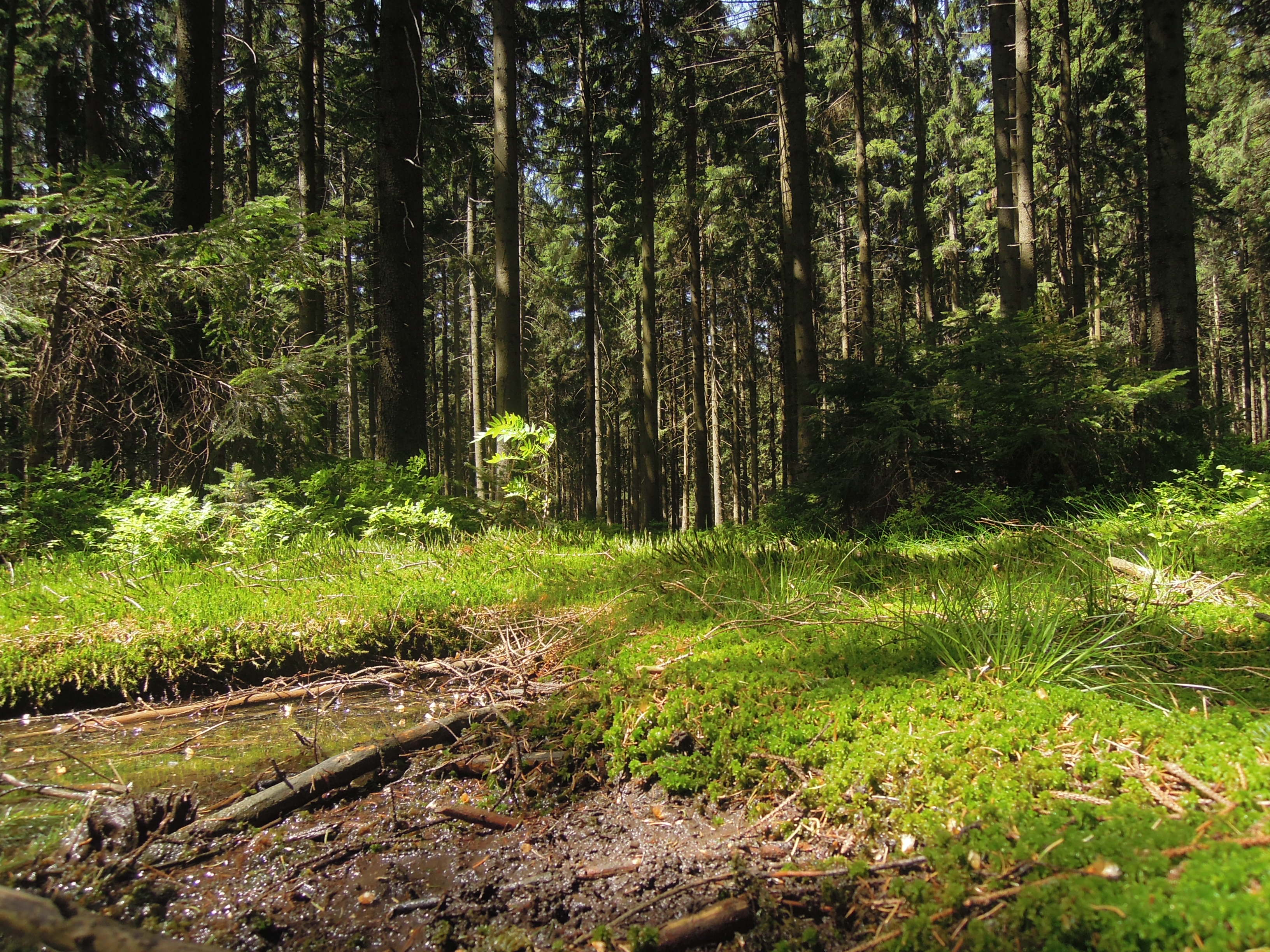
Pohled na podmáčenou půdu
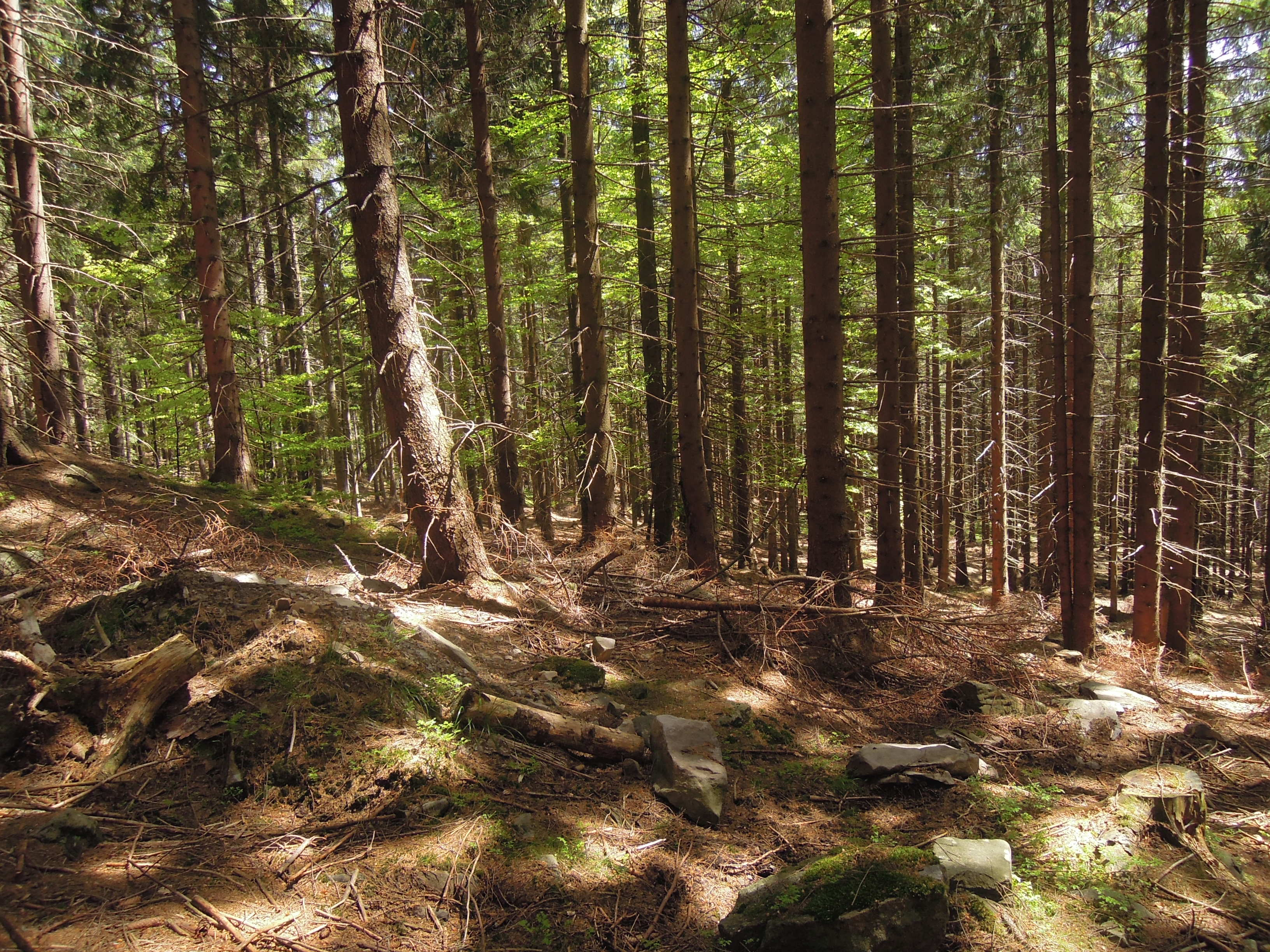
Kamenité sutě a svahy
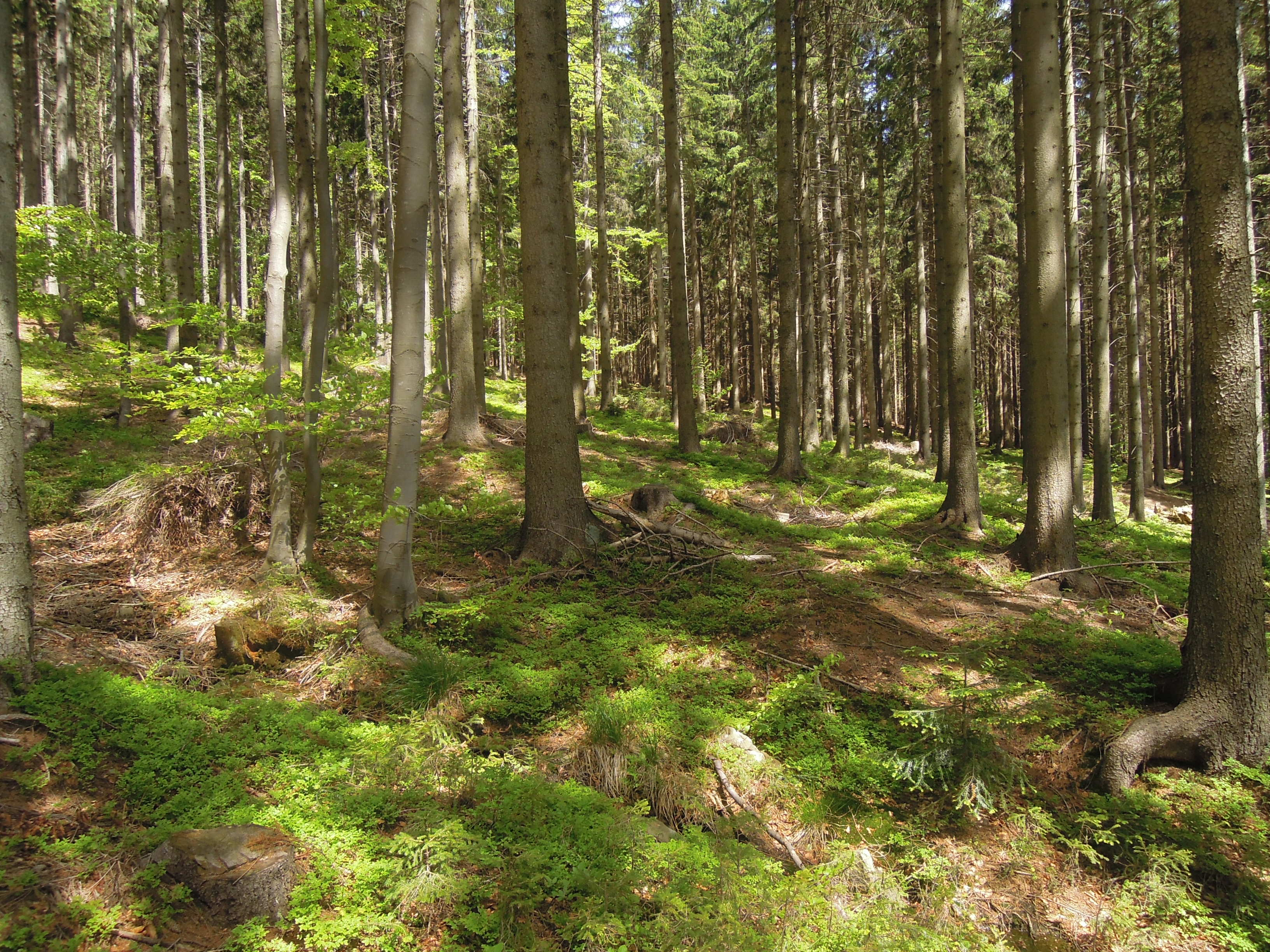
Lesní porost